# Мордехай Гершман
Мордехай Гершман (1888—1941) — американський єврейський кантор («хазан») і співак.

## Біографія
Мордехай Гершман народився у Чернігові в Чернігівській губернії Російської імперії (Україна). Його батько, який був торговцем склом, помер, коли йому було шість років, і він приїхав жити до прийомних батьків. Ні батько, ні його прийомна родина не стимулювали його зацікавлення музикою; проте він зміг домогтися від своїх прийомних батьків, щоб вони дозволити йому брати уроки у кантора в місцевій синагозі. У 12 років він був усиновлений дідом, який переїхав з ним до Соловіо, де продовжив навчання під керівництвом Кантора Дорфмана. У 1904 році він був призначений на посаду хазана в Житомирі, але пробув там лише кілька місяців, перш ніж йому запропонували посаду помічника хазана Вільни. Через кілька років головний хазан помер, і Гершман посів цю посаду.
Під час Першої світової війни Гершман був призваний до російської армії. Легенда свідчить, що його командир був настільки вражений його голосом тенора, що звільнив його від виконання своїх обов'язків. Після війни Гершман повернувся на свою посаду у Вільні. Громада надала йому відпустку вести службу лише дві суботи на місяць, щоб він міг гастролювати та давати концерти протягом решти часу. Гершман з'явився по всій Європі, співаючи як богослужбові твори, так і оперні арії.
У 1920 році Хершман емігрував до США, де обійняв посаду головного хазана в храмі Бет-Ель у Брукліні, Нью -Йорк. Він обіймав цю посаду протягом десяти років. Під час свого перебування в храмі Бет -Ель він гастролював по Америці, Європі та Палестині. Як це було прийнято для відомих хазанів того часу, Гершман випустив кілька записів канторіальної та єврейської народної музики.
Гершман помер у 1941 році.

## Голос Гершмана
Гершман належить до великих канторів золотого століття єврейської канторіальної музики на початку ХХ століття. Його тихий тенорний голос захопив його аудиторію, а його канторіальні арії стали класикою ашкеназського канторіального репертуару. Деякі з його найвідоміших мелодій — «Айлу Деварім», «Акавія бен Махалаель» та «Модім Анахну Леха». Окрім літургійного матеріалу, Гершман також записував пісні на ідиш та оперні добірки. Багато з його літургійних записів написав відомий композитор Яков (Яків) Рапопорт. Сам Гершман не писав музики. У 1925 році Пінхас Ясиновський створив для Гершмана твір під назвою «Наприкінці днів» («Vehaya Beacharit Hayamim») для відкриття кампусу Єврейського університету на горі Скопус, поблизу Єрусалиму. Текст з Книги Ісаї, а мелодія заснована на традиційних кантиляційних нотах. Гершман записав твір у Сполучених Штатах у супроводі струнних та духових інструментів, і це вважається одним з найкращих його записів.